# Indigoterie de l'Anse des Rochers
L'indigoterie de l'Anse des Rochers est une ancienne fabrique de teinturerie située sur le territoire de la commune de Saint-François dans le département de la Guadeloupe aux Antilles françaises. Construite vers 1725, les vestiges de l'indigoterie sont inscrits aux Monuments historiques depuis 2009.

## Historique
L'indigoterie est créée au lieu-dit de l'anse des Rochers à Saint-François sur la Grande-Terre, à proximité immédiate de la mer – en contrebas de l'escarpement rocheux à l'ouest de la pointe des Rochers –, pour la réalisation de teintures de tissus à partir de la culture de l'indigo dans les zones calcaires de la Guadeloupe (principalement à la pointe orientale de la Grande-Terre et à Marie-Galante) favorables à la croissance de l'indigotier (Indigofera suffruticosa américain et Indigofera tinctoria asiatique importé d'Inde),.
Construite probablement dans le premier quart du XVIIIe siècle, l'indigoterie présente une structure classique avec la présence d'un puits en pierre de calcaire, d'une trempoire, d'une batterie et d'un bassinot, mais une absence de reposoir. La présence d'un couvercle sur la trempoire, indique première une évolution technique par rapport aux indigoteries plus anciennes (comme celle de l'Anse à la Barque). Elle aurait été en service jusqu'à la première moitié du XVIIIe siècle.
Redécouverte en 2004 lors de fouilles archéologiques, elle est celle qui est la mieux préservée des six indigoteries présentent sur la Grande-Terre. L'indigoterie de l'Anse des Rochers est inscrite au titre des monuments historiques le 8 juin 2009.

## Architecture
L'ensemble de maçonnerie est construit en pierres de calcaire (issu de madrépore) cimentées au mortier de chaux et enduites à l'intérieur d'un mortier de tuileau lissé à la chaux. Contrairement aux autres indigoteries de la Guadeloupe qui sont fréquemment double (afin de permettre la production en continu), elle n'est constituée que d'un seul ensemble de deux cuves (une trempoire, dite « la pourriture », où trempaient les feuilles d'indigo fermentant, munie d'un couvercle – déduit des marques des quatre trous pour des poteaux –, suivie d'une batterie où l'indigo était battu pour s'oxyder et devenir bleu, et d'un bassinot adjascent) d'environ 3,5 m de côté chacune, avec un puits sommaire creusé dans le karst à leur extrémité vers la falaise,.

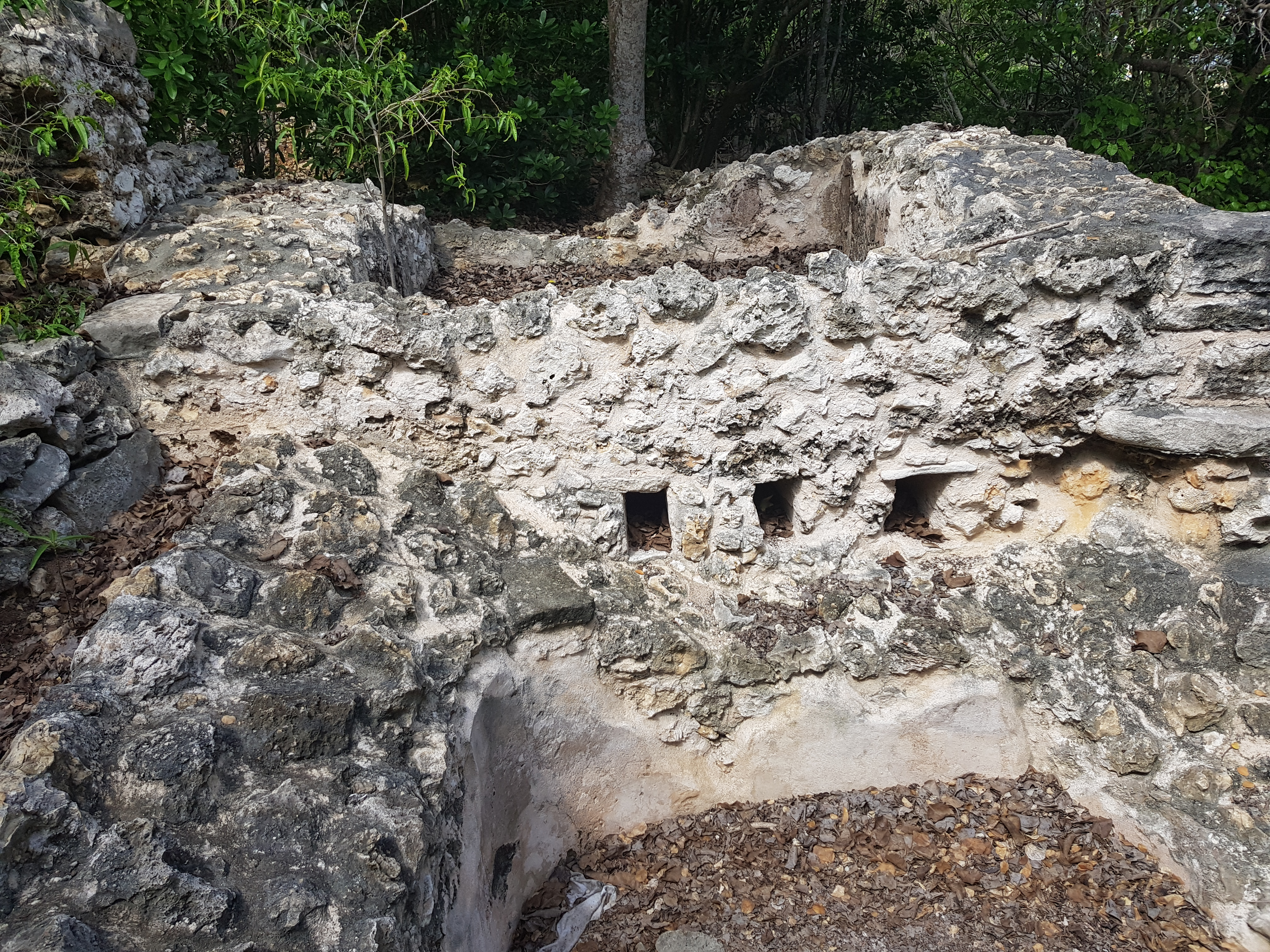
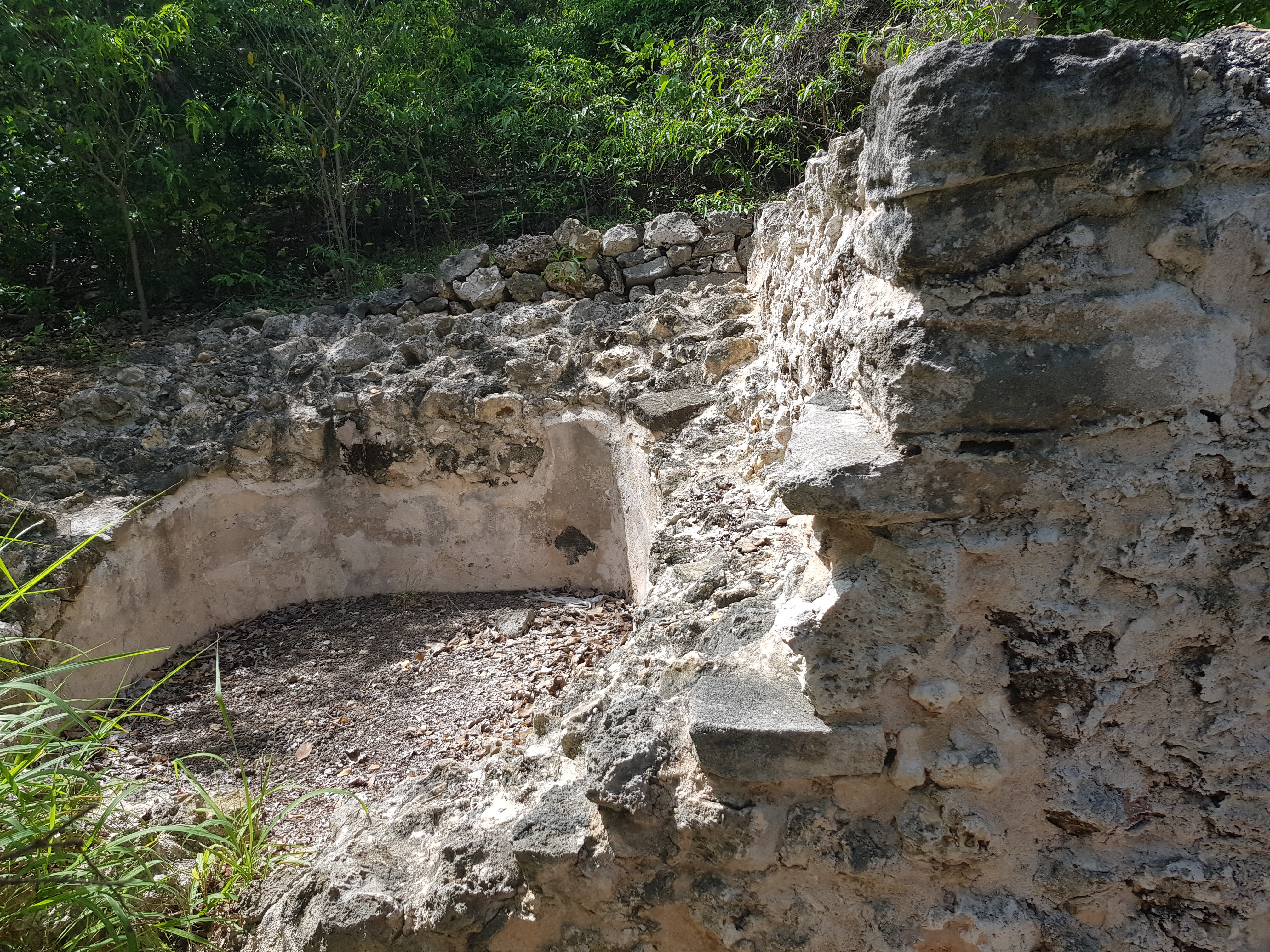
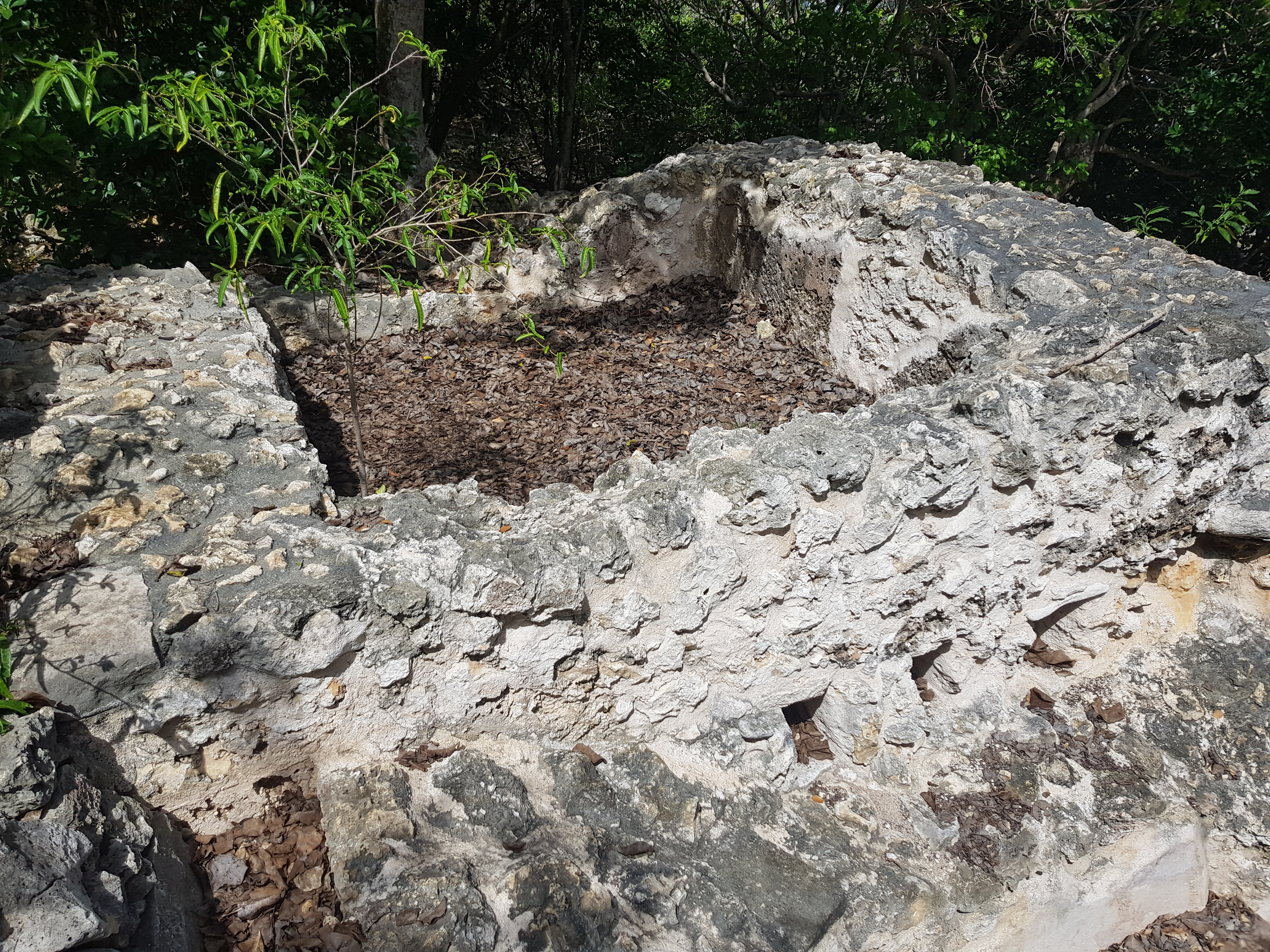
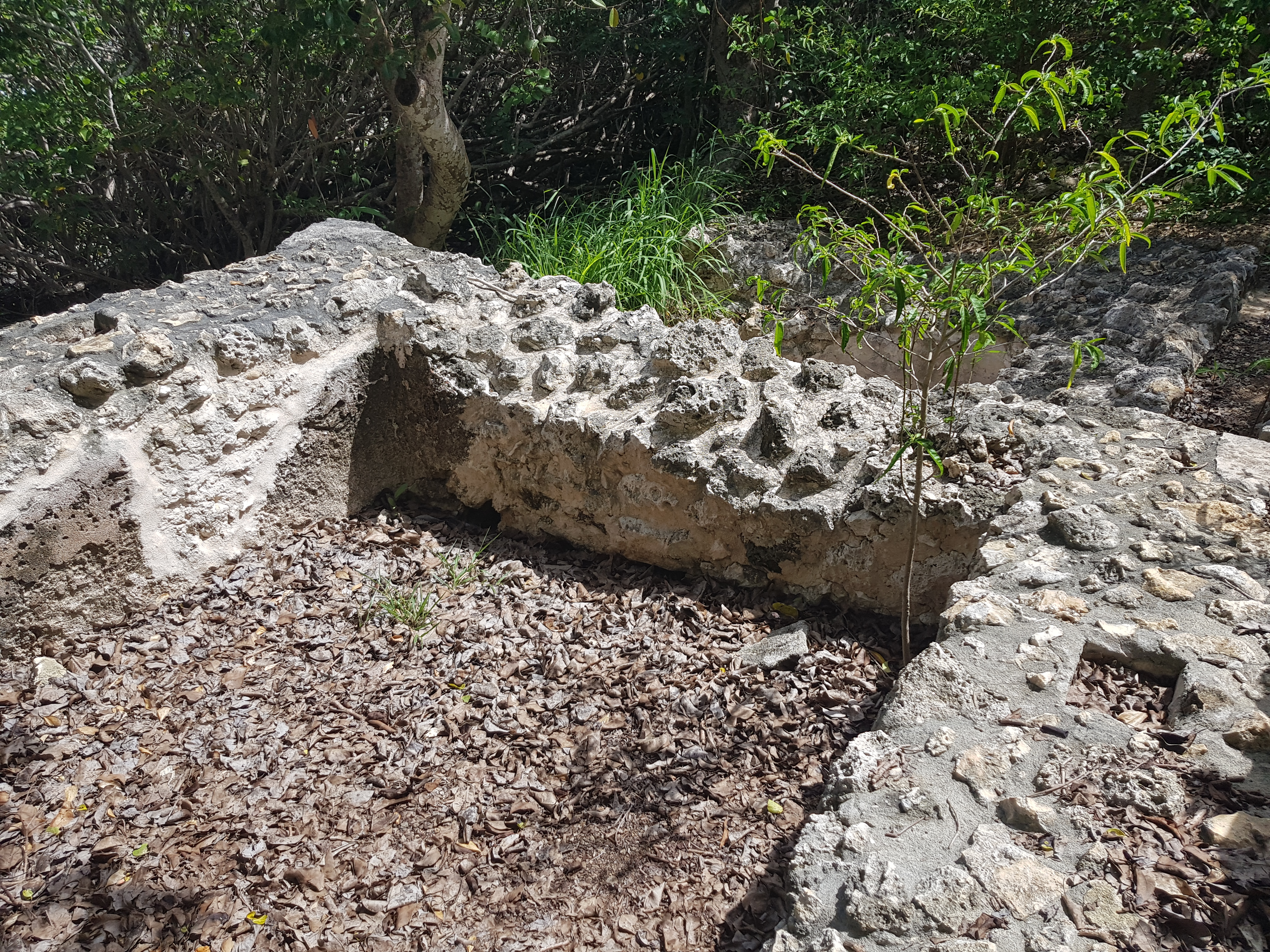
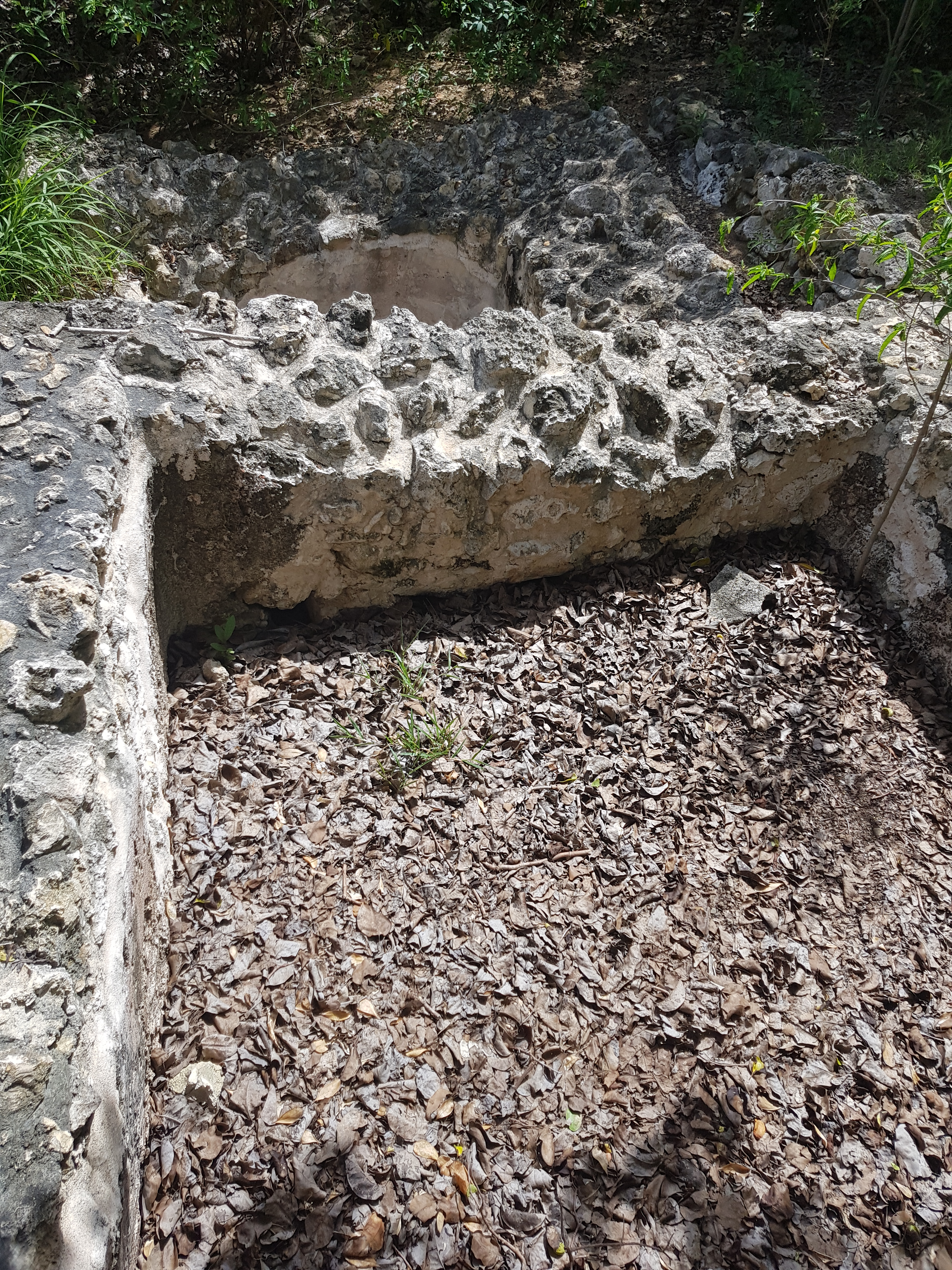
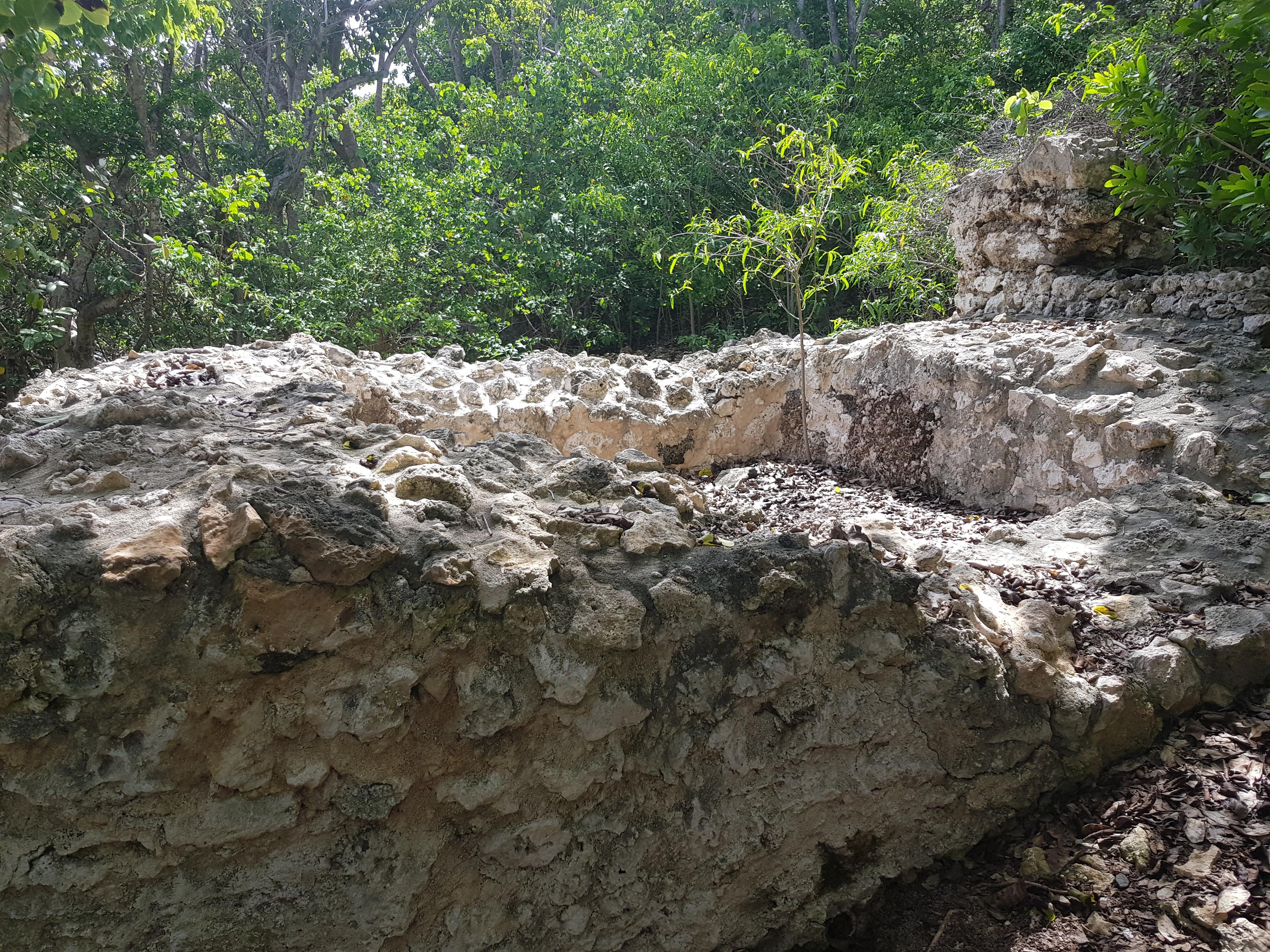
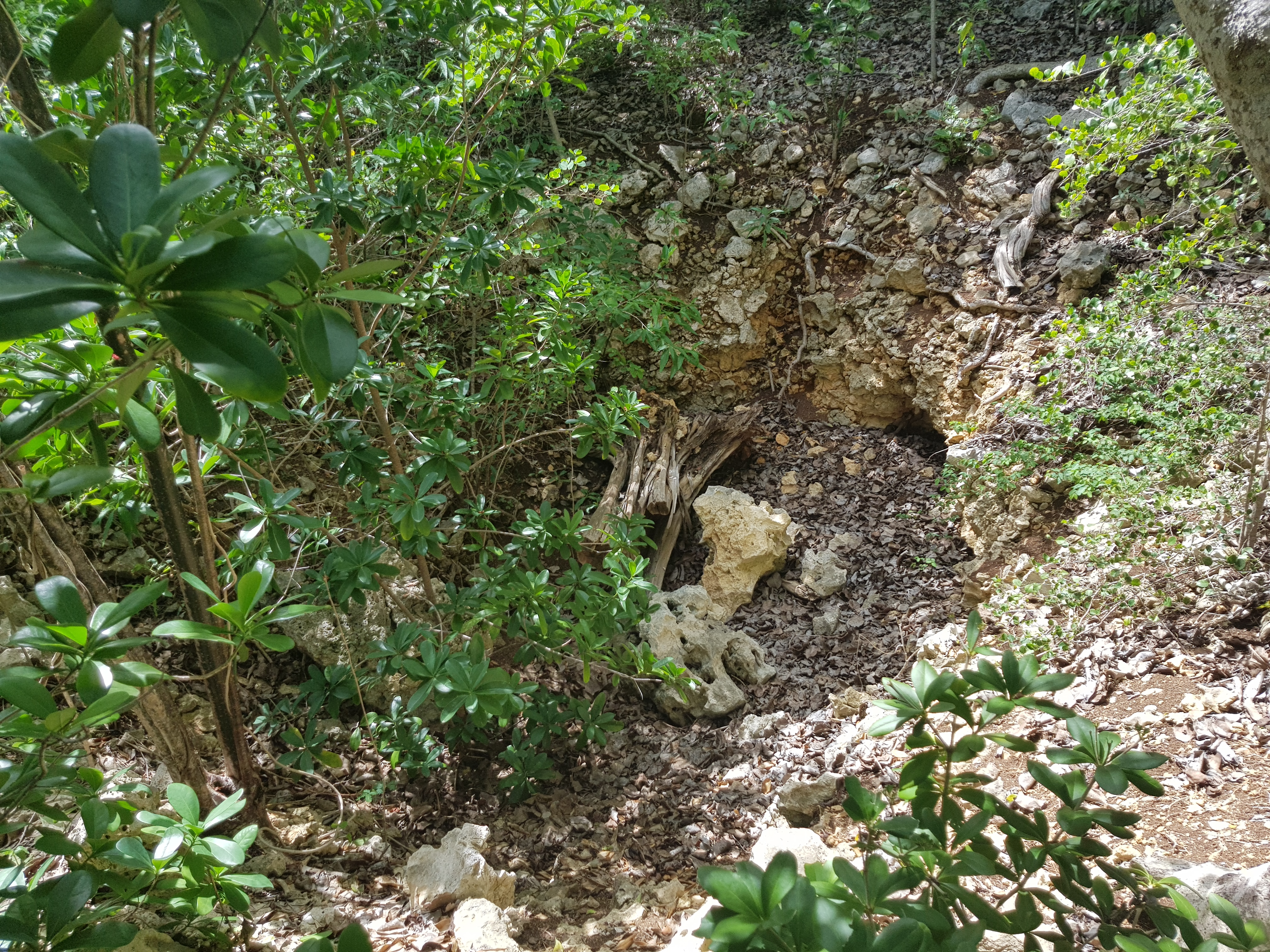